# We No Who U R
We No Who U R è un singolo del gruppo alternative rock australiano Nick Cave and the Bad Seeds, pubblicato nel 2012 ed estratto dall'album Push the Sky Away.

## Tracce
1. We No Who U R – 4:04

## Video
Il videoclip della canzone è stato diretto da Gaspar Noé.